# Anchastus hebetatus
Anchastus hebetatus is een keversoort uit de familie kniptorren (Elateridae). De wetenschappelijke naam van de soort is voor het eerst geldig gepubliceerd in 1962 door Laurent & Taminaux.